# Love in Vain
Singles de Robert Johnson
Me and the Devil Blues / Little Queen of Spades
(1938)
Love in Vain est une chanson de blues écrite et composée par Robert Johnson et sortie en 1937. Elle a notamment été reprise par les Rolling Stones sur l'album Let It Bleed et par Eric Clapton sur l'album Me and Mr. Johnson.
En 2011, elle est introduite au Blues Hall of Fame de la Blues Foundation. Elle figure également dans la liste des « 500 chansons qui ont façonné le rock 'n' roll » (500 Songs That Shaped Rock and Roll) du Rock and Roll Hall of Fame.

## Robert Johnson
Robert Johnson parle d'un amour non partagé, utilisant un train en partance comme métaphore de sa perte.
Il utilise comme base la mélodie de When the Sun Goes Down (1935) de Leroy Carr. Les deux chansons expriment un désir ardent et une profonde peine causés par un amour perdu.
Johnson se sert également des paroles de Flying Crow Blues (1932) des Shreveport Home Wreckers (un duo composé d’Oscar "Buddy" Woods et Ed Schaffer) pour le dernier couplet.
Sonny Boy Williamson II enregistrera une chanson avec un titre similaire, All My Love in Vain, mais avec des paroles différentes.
Johnson enregistre la chanson seul, s'accompagnant à la guitare, lors de sa dernière session à Dallas, Texas, le 20 juin 1937. Deux prises sont enregistrées. Elle figure sur son dernier disque 78 tours sorti par Vocalion, le 9 février 1939, avec Preachin' Blues (Up Jumped the Devil) en face B. C'est un disque posthume, puisque Robert Johnson est mort le 16 août 1938.
Thomas Ward dit de la chanson qu'elle est « d'une puissance déchirante venant d'un artiste du calibre de Johnson ». Il ajoute : « le premier couplet mérite d'être cité en entier, ce sont sans doute les plus belles lignes jamais écrites par Johnson :
And I followed her to the station with a suitcase in my hand
Well I followed her to the station with a suitcase in my hand
Well it's hard to tell, it's hard to tell when all your love's in vain
Jamais la guitare de Johnson n’a été aussi subtile, tellement en retrait — le succès de la chanson vient de la voix mélancolique de l’artiste et, ainsi employée, elle est dévastatrice ».
Dans le dernier couplet, Johnson appelle sa bien-aimée Willie Mae. Des années plus tard, quand Willie Mae Powell entend Love in Vain pour la première fois, elle est visiblement émue d'entendre son nom.+
La chanson est absente de la compilation King of the Delta Blues Singers sortie en 1961, et il faut attendre 1970 pour la redécouvrir sur la suite, King of the Delta Blues Singers, Vol. II. Il s'agit d'un prise différente de celle parue en 45-tours en 1939. Le deux versions sont à nouveau rééditées sur le coffret The Complete Recordings en 1990,.

## Version des Rolling Stones
Pistes de Let It Bleed
Gimme Shelter Country Honk
En 1969, les Rolling Stones enregistrent leur propre version, avec un solo de guitare slide électrique, pour l'album Let It Bleed. Le critique Richie Unterberger la décrit comme « aussi proche des racines du blues acoustique que les Stones ne l'ont jamais été ». Keith Richards raconte :

« Pendant un certain temps, nous avons pensé que les chansons qui figuraient sur le premier album King of the Delta Blues étaient les seuls enregistrements (que Robert Johnson avait) réalisés, puis soudainement, vers 67 ou 68, arrive cette seconde compilation (bootleg) qui comprenait Love in Vain. Love in Vain était une si belle chanson. Mick et moi l'adorions et, à l'époque, je travaillais et jouais avec Gram Parsons, et j'ai commencé à chercher une autre façon de l'interpréter, parce que si nous devions l'enregistrer, il était inutile d'essayer de copier le style de Robert Johnson ou les manières et les styles. Nous l'avons joué un peu plus country, un peu plus formelle, et Mick était à l'aise comme ça. »

Sur la version originale de l'album des Stones parue sur Let It Bleed, ils attribuent la chanson à Woody Payne. C'était l'un des pseudonymes utilisés par Johnson.
Dans une interview de 1995, Mick Jagger commente ainsi l'arrangement de la chanson :

« Nous avons beaucoup changé l'arrangement de Robert Johnson. Nous avons ajouté des accords supplémentaires qui ne figurent pas sur la version de Robert Johnson. Faite plus country. Et c'est une autre chanson étrange, car elle est très poignante. Robert Johnson était un parolier merveilleux, et ses chansons parlent assez souvent d'amour, mais elles sont désespérées. »

Des versions live figurent sur les albums Get Yer Ya-Ya's Out! (1970) et Stripped (1995), et dans les films The Stones in the Park (1969) et Gimme Shelter (1970).

### Personnel
Crédités:
- Mick Jagger: chant, harmonica
- Keith Richards: guitare acoustique, guitare slide
- Bill Wyman: basse
- Charlie Watts: batterie
- Ry Cooder: mandoline

## Procès
Love in Vain contient des éléments de vieilles chansons de Delta blues et, pendant un certain temps, on croit qu’elle est dans le domaine public. Il est d'ailleurs précisé « The selections are in the public domain » au dos de la pochette du disque King of the Delta Blues Singers, Vol. II parue en 1970.
Du fait de la popularité de l'adaptation des Stones, la chanson Love in Vain (avec Stop Breakin' Down Blues) fait l'objet d'un procès au sujet du copyright. En 2000, la cour d'appel des États-Unis pour le neuvième circuit décide que les chansons ne sont pas dans le domaine public mais qu'elles appartiennent légalement à Robert Johnson et ses ayants droit.
Pistes de Me and Mr Johnson
If I Had Possession Over Judgement Day 32-20 Blues

## Autres interprétations
La chanson de Robert Johnson a fait l'objet de multiples reprises par différents artistes, parmi lesquels on peut citer :
- The Faces live au Fillmore East Festival en 1971 (figure sur l'album Stay With Me: The Faces Anthology en 2012)
- Louis Bertignac sur l'album Bertignac live (1998)
- Keb' Mo' sur Slow Down (1998)
- Peter Green, The Robert Johnson Songbook (1998)
- Eric Clapton, Me and Mr. Johnson (1998)
- Todd Rundgren, Todd Rundgren's Johnson (2011)
- The Lords of Altamont, Lords Take Altamont (2014)

## Dans la culture populaire
Sorti en 2014, Love in Vain, de Mezzo et Jean-Michel Dupont (éditions Glénat) raconte la vie de Robert Johnson sous la forme d'un roman graphique.